# アルベルト・ヒネス・ロペス
アルベルト・ヒネス・ロペス（Alberto Ginés López、2002年10月23日 - ）は、スペイン・エストレマドゥーラ州カセレス県カセレス出身のロッククライマー・スポーツクライミング選手。

## 経歴
2002年10月23日、エストレマドゥーラ州カセレス県カセレスに生まれた。10歳だった2013年にスポーツクライミング指導者のダビド・マシアに出会った。2016年にスポーツクライミングがオリンピックの追加種目に決定すると、練習のために出身地のカセレスからバルセロナに転居した。
2019年のIFSCクライミングワールドカップではリードで銀メダルを獲得し、同年の欧州選手権でもリードで銀メダルを獲得した。2021年8月に日本の東京で開催された東京オリンピックでは複合で金メダルを獲得した。